# Brescia Calcio
El Brescia Calcio és un equip de futbol d'Itàlia, de la ciutat de Brescia a la província de Brescia (Regió de la Llombardia). Actualment juga a la Serie C del futbol Italià.
L'any 1911 es va fundar el club amb el nom de Brescia FC, el 1919 el club passa a anomenar-se AC Brescia i no va ser fins al 1976 quan l'equip va adoptar el nom actual de Brescia Calcio.

## Jugadors destacats
El Brescia Calcio ha estat des de sempre un conjunt de joves promeses que han militat més tard als equips més importants de la lliga italiana. Entre aquests jugadors, han nascut futbolísticament al Brescia jugadors com Andrea Pirlo, Daniele Bonera, Emiliano Bonazzoli, Aimo Diana, Roberto Baronio, Evaristo Beccalossi, Eugenio Corini, Alessandro Altobelli i molts altres.
A la plantilla del Brescia han militat també jugadors com ara:
- Albert Brülls
- Andrea Pirlo
- Andrea Caracciolo
- Daniele Adani
- Stephen Appiah
- Roberto Baggio (que va acabar la seva carrera futbolística al mateix Brescia)
- Fabio Cudicini
- Branco (Claudio Ibrahim Vaz Leal)
- Luigi Di Biagio
- Josep Guardiola
- Gheorghe Hagi
- Luca Toni
- Dario Hubner
- Florin Raducioiu
- Pierre Wome

## Números retirats
El Brescia ha retirat en forma d'homenatge els següents números de samarreta:
- 10 va pertànyer a Roberto Baggio.
- 13 va pertànyer a Vittorio Mero mort en un accident greu de cotxe.

## Dades del club
- Temporades a la Serie A: 22
- Temporades a la Serie B: 57
- Temporades a la Serie C: 1
- Temporades a la Serie C1: 3
- Millor posició a la lliga: 7è
- Pitjor posició a la lliga: 19è

Brescia Calcio S.p.A.

Via Luigi Bazoli, 10

25127 Brescia

## Palmarès
- Serie B: 1964/65,1991/1992,1996/97
- Serie C1: 1984/85
- Serie C: 1938/39
- Copa Anglo-Italiana: 1993-94

## Temporades
- 1911 Fundació del Brescia F.C.
- 1911-1912 Participa en el campionat a la III categoria
- 1912-1913 5è a la promoció de la Llombardia
- 1913-1914 2n al campionat del Veneto-Emiliano de la I Categoria Itàlia Septentrional
- 1914-1915 3r al campionat de la E de la Itàlia Septentrional. Guanya el desempat contra el U.S. Milanese
- 1919-1920 2n al campionat A de la Itàlia Septentrional.
- 1920-1921 3r al campionat E de la Itàlia Septentrional.
- 1921-1922 11è al campionat B de la Lega Nord del campionat de la I categoria C.C.I.
- 1922-1923 7è al campionat C de la I categoria de la Lega Nord
- 1923-1924 10è al campionat A de la I categoria de la Lega Nord
- 1924-1925 10è al campionat A de la I categoria de la Lega Nord
- 1925-1926 8è al campionat A de la I categoria de la Lega Nord
- 1926-1927 7è al campionat A de la Divisió Nacional
- 1927-1928 5è al campionat A de la Divisió Nacional
- 1928-1929 2n al campionat B de la Divisió Nacional. Admés a formar part de la nova Seria A.
- 1929-1930 9è a la Serie A
- 1930-1931 9è a la Serie A
- 1931-1932 17è a la serie A. Retrocés a la serie B
- 1932-1933 2n a la serie B. Ascens a la Serie A
- 1933-1934 12è a la Serie A
- 1934-1935 10è a la Serie A
- 1935-1936 16è a la serie A. Retrocés a la serie B
- 1936-1937 8è a la serie B
- 1937-1938 14è a la serie B. Retrocés a la serie C
- 1938-1939 1r al campionat A de la seie C. Ascens a la serie B
- 1939-1940 5è a la serie B
- 1940-1941 3r a la serie B
- 1941-1942 5è a la serie B
- 1942-1943 2n a la serie B. Ascens a la Serie A
- 1944 3r a la competició A del campionat Llombard després del desempat amb el Varese a Milà perd 1-0
- 1945-1946 4t al campionat Alta Itàlia Serie A
- 1946-1947 18è a la serie A. Descens a la serie B
- 1947-1948 2n a la girone A. Descens a la serie B
- 1948-1949 5è a la serie B
- 1949-1950 6è a la serie B
- 1950-1951 9è a la serie B
- 1951-1952 2n a la serie B. Perd el desempat contra el Triestina 0-1
- 1952-1953 4t a la serie B
- 1953-1954 9è a la serie B
- 1954-1955 5è a la serie B
- 1955-1956 7è a la serie B
- 1956-1957 2èn a la serie B. Perd el desempat contra l'Alessandria 2-1
- 1957-1958 8é a la serie B
- 1958-1959 13é a la serie B
- 1959-1960 7é a la serie B
- 1960-1961 15é a la serie B
- 1961-1962 8é a la serie B
- 1962-1963 4t a la serie B
- 1963 -1964 7é a la serie B
- 1964-1965 1r a la serie B. Ascens a la Serie A
- 1965-1966 9é a la Serie A
- 1966-1967 13é a la Serie A
- 1967-1968 14é a la serie A. Descens a la serie B
- 1968-1969 2n a la serie B. Ascens a la Serie A
- 1969-1970 14é a la serie A. Descens a la serie B
- 1970-1971 5é a la serie B
- 1971-1972 12é a la serie B
- 1972-1973 16é a la serie B
- 1973-1974 11é a la serie B
- 1974-1975 9é a la serie B
- 1975-1976 5é a la serie B
- 1976-1977 16é a la serie B
- 1977-1978 14è a la serie B
- 1978-1979 5è a la serie B
- 1979-1980 3èr a la serie B. Ascens a la Serie A
- 1980-1981 14è a la serie A. Descens a la serie B
- 1981-1982 18è a la serie B. Descens a la serie C1
- 1982-1983 11è a la girone A de la C1
- 1983-1984 5è al campionat A de la serie C1
- 1984-1985 1r al campionat A de la C1. Ascens a la serie B
- 1985-1986 2n a la serie B. Ascens a la A
- 1986-1987 14è a la serie A. Descens a la serie B
- 1987-1988 8è a la serie B
- 1988-1989 16è a la serie B. Guanya el desempat contra l'Empoli
- 1989-1990 10è a la serie B
- 1990-1991 9è a la serie B
- 1991-1992 1r a la serie B. Ascens a la Serie A
- 1992-1993 16è a la serie A. Descens a la serie B perd el desempat a Bologna contra l'Udinese 1-3
- 1993-1994 3r a la serie B. Ascens a A. Guanya a Wembley el torneig Anglo-Italià contra el Notts-County 0-1 amb un gol d'Ambrosetti
- 1994-1995 18è la serie A. Descens a la serie B
- 1995-1996 16è a la serie B
- 1996-1997 1r a la serie B. Ascens a la A
- 1997-1998 15è a la serie A. Descens a la serie B
- 1998-1999 8è a la serie B
- 1999-2000 2n a la serie B. Ascens a la A
- 2000-2001 7è a la Serie A.
- 2001-2002 13è a la Serie A.
- 2002-2003 9è a la Serie A.
- 2003-2004 11è a la Serie A.
- 2004-2005 19è a la Serie A, descens a la serie B (perdent en l'última jornada l'enfrontament directe contra la Fiorentina, a l'ull de l'huracà pel cas Moggi).
- 2005-2006 10è a la Serie B.
- 2006-2007 6è a la serie B.
- 2007-2008 5è a la serie B, eliminat a les semifinals del playoff per l'Albinoleffe.
- 2008-2009 - 4t a la Serie B, eliminat a la final del play-off contra el Livorno.
- 2009-2010 - 3r a la Serie B, guanya el play-off contra el Toró. Ascen a la Serie A.
- 2010-11 – 19è a la Serie A, descens a la Serie B.
- 2011-12 – 9è a la Serie B.
- 2012-13 – 13è a la Serie B.
- 2013-14 – 13è a la Serie B.
- 2014-15 – 21è a la Serie B.